# Alternative Press
Alternative Press är ett amerikanskt musikmagasin som utkommer 12 gånger per år. Det grundades 1985 och har sitt huvudkontor i Cleveland, Ohio, USA.